# Martin Zeichen
Martin Zeichen (tudi Cajhen), slovenski izdelovalec orgel, * (?) 1821, Trbovlje, † 29. julij 1866, Polzela. 

## Življenje in delo
Izdelave orgel se je učil pri J. Krainzu Gradcu, se nato nekaj časa izpopolnjeval pri Karlu Hessu na Dunaju in E. F. Walckerju v Ludwigsburgu. Po vrnitvi domov je v letih 1846–1854 delal pri Alojzu Hörbigerju v Celju, ko se je ta preselil na Dunaj, pa je 1855 odprl lastno delavnico v Trbovljah in jo 1861 prenesel v Polzelo. Izdeloval je dobre mehanske orgle (10–18 registrov) za cerkve: Solčava (1860), in Brezje pri Mozirju,  Trbovlje (1861),  
Zavodnje (1862) in Bele Vode (18 reg.), Šoštanj in Teharje (1863). Ko je delal pri A. Hörbigerju, je sodeloval pri izdelavi orgel za kraje: Bele Vode, Gornji Grad, Griže pri Žalcu, Vransko, Razbor pri Čemšeniku, Vrh nad Laškim, po Savinjski dolini pa popravljal tiste, ki jih je bil izdelal Jernej Billich.